# تقطير عالمي
التقطير العالمي هو عبارة عن عملية جيوكيميائية تنتقل فيها بعض المواد الكيميائية معينة من مناطق دافئة إلى مناطق باردة فوق سطح الأرض، خاصة المنطقة القطبية وقمم الجبال.
كما تفسر هذه الظاهرة سبب تركز نسبة عالية من الملوثات العضوية الثابتة الموجودة في القطب الشمالي ، وعلى جثث الحيوانات والناس الذين يعيشون هناك، برغم من أن المواد الكيميائية تستخدم نادرا في تلك المنطقة.

## آثاره
وقد حاولت عدة دراسات قياس أثره، وذلك عن طريق الربط بين تركيزات من مادة كيميائية معينة في الهواء والماء، أو عينات بيولوجية من مختلف أنحاء العالم، شرط أن نكون من نفس خط العرض مع العينات التي تم جمعها. على سبيل المثال، فإن مستويات الكلور وسداسي كلور البنزين، وقياس الليندين في الماء، والنباتات، وأوراق الشجر، تكون أكبر في مناطق خطوط العرض العليا.